# Tiszaújhely
Tiszaújhely (ukránul: Нове Село [Nove Szelo], oroszul: Новoе Село [Novoje Szelo], szlovákul: Ujhel) falu Ukrajnában, Kárpátalján, a Beregszászi járásban.

## Etimológia
Az Újhely helynév a magyar új melléknévnek és a hely, helység főnévnek az összetétele. Arra utal, hogy a falu újabb, mint a szomszédai, és mivel a Tisza partján helyezkedik el, előtagként a Tisza szó került elé. Így lett a község neve Tiszaújhely.
Az 1946-ban kiadott hatósági rendelet szerint az ukrán neve Nove Szelo, ami a magyar Újhely tükörfordítása.

## Fekvése
Nagyszőlőstől 11 km-re nyugatra, az ukrán-magyar határtól 3 kilométerre, a Tisza jobb partján fekszik.

## Történelem
Tiszaújhely nevét 1360-ban Huihel néven említették először, 1360-ban Uyhel néven írták. A falut a Hont-Pázmány nemzetség telepítette 1300 után a III. András királytól adományul kapott területen. Tőlük származtak a falu egykori birtokosai, az Ujhelyi család tagjai, akik innen vették nevüket is.
Fényes Elek történeti földrajzában írta a településről: "Ugocsa vármegyei magyar-orosz falu közel u.p. Tisza-Újlakhoz a máramarosi országútban; 60 római, 311 görögkatolikus, 157 református, 21 zsidó lakossal, református és görögkatolikus anyatemplommal. Határa termékeny, kivált tiszta búzára; rétjei kétszer kaszálhatók; derék majorsági erdeje van. Földesura az Ujhelyi nemzetség férfi ága, kiknek itt több házaik vannak. Ezen nemzetség még Szent István alatt bejött Hunt Pázmán jeles hadvezértől veszi eredetét."
A trianoni békeszerződésig Ugocsa vármegye Tiszáninneni járásához tartozott.
A falunak egy járvány következtében több mint a fele lakói elpusztult, így idegen helyekről kellett az uraságoknak beszerezni a munkaerőt, sumásokat hoztak a faluba, akik görögkatolikus vallásúak voltak.

### Hitélet
Valaha a falut több különböző vallású ember lakta, napjainkban igazán csak két vallás dominál: a görögkatolikus és a református, de épült az ortodox templom. A falu legrégebbi épülete a református templom, amely 1220-ban épült római katolikusok részére.
Újhelyi Jusztina építtette. A templom román stílusban épült, támpilléreit csak egy későbbi átépítés során kapta. A templom egyszerű drótkerítéssel körülvett, amelyen belül az Ujhelyi családnak több 19. századi sírköve és az elhurcoltak emlékműve látható. A tatárjáráskor a templom tornya megrongálódott, ezt 1895-ben építették újjá. A 13. században épült templom alatt az Ujhelyi család sírboltja van, de 1895-ben a lejáratát befalazták. A reformáció után az akkori uraság az egész faluval áttért a református hitre, így lett a templom a reformátusoké. A harangokat 1895-ben öntötte Győri István kurátor. A harangokat feliratok, gyöngysorok és füzérek díszítik.
A görögkatolikus egyház magyar ajkú tevékenységét 1949-ben tiltották be. És 1989 után a helyi görögkatolikus gyülekezet újjá szerveződött, templomukat visszakapták. Még az 1920-as években két görögkatolikus templom állt a faluban. Az egyik egy kicsi fatemplom volt, melynek igen érdekes az építési körülményeiről szóló történet.
Az uraságok egyezséget kötöttek a reformátusokkal, hogy délelőtt a reformátusok fognak istentiszteletet végezni, délután pedig a görögkatolikus sumások. Ez így is ment az első évben, de amikor a következő évben visszajöttek a reformátusok, már nem engedték be őket a templomba, mire a sumások fogták magukat és elindultak hazafelé, otthagyva a sok munkát. Az uraság visszahozta őket, és akkor építtette velük a kis fatemplomot. Így lett Újhelynek görögkatolikus temploma, amit 1928-ig használtak. 1928-ban épült fel az új templom és ekkor már a kis fatemplom feleslegessé vált. A kis fatemplomot az akkor kormányon lévő cseh kormány megvette 25000 cseh koronáért Újhelytől a Prágai Múzeum részére. De Ruszka Dolina lakosai kérvényt küldtek Prágába, hogy adják nekik a templomot, mert ők templom nélkül vannak. Mivel Ruszka Dolinát a csehek telepítették (a betelepítettek verhovinai ukránok), így Máramarosból meg is jött a levél, hogy az övék a templom. Még aznap szekerekkel jöttek és elbontották a templomot, másnap újabb levél érkezett, hogy a templomhoz nem nyúlhat senki, mert az mégis kell a múzeumnak. A templom ekkor már Oroszvölgyön volt és már nem lehetett semmit se tenni, ezért egy újabb levélben a múzeum arra kérte az oroszvölgyieket, hogy a templomot eredeti állapotába állítsák vissza, csak magasabb alapot tehetnek alá. Az eredeti fa zsindejt sem cserélhették le róla. A templomot műemlékké nyilvánították. 1999-ben szándékos gyújtogatás miatt leégett és már nem lehetett restaurálni.
Az új görögkatolikus templomot Újhelyben 1926-tól 1928-ig építették.
A templom jobb oldalán áll egy fakereszt amelyet a kis fatemplom helyéről hoztak ide. Új parókia valamint új közösségi ház épült. A templomot többször kifosztották de kegytárgyai mindig vissza kerültek a templom birtokába. A torony átfedésekor a keresztet tartó gömbben régi iratokat és korabeli pénzt találtak, az írás már olvashatatlan volt, mert a nap melege annyira fölmelegítette a gömböt, hogy a papír benne elhamvadt. Ma a község általános iskolája párhuzamos osztályokkal működik, magyar és ukrán nyelven folyik a tanítás, ugyanis 1989-ben a szülők kérésére újraindították a magyar elemit.
Tiszaújhelyen a sztálinizmus emléktáblája áll a református templom előtt, melyet 1989-ben állítottak.
2006. szeptember 8-án leleplezték az Újhelyi család emlékoszlopát. A református templom kertjében került sor a Tiszaújhely történelméhez kötődő Újhelyi család tiszteletére emelt emlékoszlop leleplezésére. Az emlékoszlopon a következő szöveg áll: Minden újhelyi emlékezésére, aki tett vagy tenni fog a nemzet egységéért, és a nemzetek közötti megbékélésért. Szintén ezen a napon került sor a település zászlajának valamint címerének a felavatására.

## Népesség
1910-ben 737 lakosa volt, melyből 664 magyar, 11 német, 60 rutén volt, melyből 59 római katolikus, 485 görögkatolikus, 138 református volt.
2001-ben 1800 lakosa volt, ebből 1520 (75%) magyar.

## Kúltúra
A kultúrház az iskolával szemben van, melyben a községháza, a posta, a klub és a könyvtár működik.
A faluban régóta nem volt óvoda, most azonban sikerült befejezni egy régebbi épület felújítását.

### Oktatás
A tanulók létszáma a tiszaújhelyi általános iskolában több, mint 200, közülük csak 1/4-e magyar osztályos tanuló. Az iskola 1990-ben épült. Napjainkban[mikor?] egyre csökken a magyar osztályok létszáma, köszönhető ez az egyre nehezebb továbbtanulásnak.

## Közlekedés
A települést érinti a Bátyú–Királyháza–Taracköz–Aknaszlatina-vasútvonal.

## Nevezetességek
- Református temploma - a 13. században épült gótikus stílusban, később többször átépítették és felújították, miáltal gótikus jellegét elvesztette.